# Gonner
Gonner (nom stylisé GoNNER pour sa mise en marché) est un jeu vidéo de type rogue-like développé par Art in Heart et publié par Raw Fury,. Il fut mis en marché pour les systèmes d'exploitation Microsoft Windows et macOS le 12 octobre 2016. Une version console Nintendo Switch suivit le 29 juin 2017. Ce jeu reprend la formule de nombreux jeux d'aventure où les niveaux sont générés aléatoirement, notamment Spelunky.

## Système de jeu
Il s'agit d'un jeu de plateformes 2D combinant certains aspects du jeu d'aventure et du genre rogue-like. Les niveaux que le joueur doit compléter sont générés de manière procédurale et ne sont donc jamais identiques. Le joueur incarne Ikk, un être aux membres détachables dont le seul objectif est de divertir son amie, la baleine Sally. Confronté à des hordes d'ennemis récurrents, Ikk peut changer de tête, d'armes et de sac à dos pour modifier ses capacités de saut et de combat (pistolet, fusil à pompe, laser, explosifs, etc.) Le jeu comporte 4 mondes peuplés d'ennemis différents et chacun chapeauté par un chef de niveau final.

## Développement
Gonner a été conçu et réalisé par Mattias "Ditto" Ditrich avec l'aide de Martin Kvale et le compositeur Joar Renolen à l'aide du moteur de jeu Unity. Le projet fut exhibé au mois d'avril 2016 au salon Pax East 2016 avant de voir jour le 12 octobre suivant sur Steam et GOG.com pour les ordinateurs personnels dont le système d'exploitation est Microsoft Windows ou encore macOS.
L'existence de la version Nintendo Switch fut révélée par l'éditeur le 16 janvier 2017 avant d'être publicisée par Nintendo lors de la présentation Nintendo Switch Nindies Showcase le 28 février suivant. Cette première version pour consoles vu finalement jour le 29 juin 2017 après quelques semaines de retard sur l'échéancier initial.